# Дебальцевское вооружённое восстание (1905)
Дебальцевское вооруженное восстание 1905 года — выступление рабочих поселка Дебальцево (Донбасс) против самодержавия в период революции 1905—1907 годов. Восстание проходило под руководством большевиков.
В декабре 1905 года в Дебальцево был создан боевой организационный забастовочный комитет, сформирована боевая дружина и народная милиция. Восстание началось 8 (21) декабря 1905 года забастовкой железнодорожников, к которым позднее присоединились рабочие механического завода, окружающих шахт, а также крестьяне. 9 (22) декабря 1905 года власть в Дебальцево перешла в руки распорядительного комитета, по приказу которого боевые дружины разоружили полицию и солдат, конфисковали оружие.
Отряды дружинников Дебальцево участвовали в Авдеевском выступлении рабочих 1905 года и Торливском вооруженном восстании 1905 года.
21 декабря 1905 (3 января 1906 года) восстание было подавлено царскими войсками.